# IC 1010
IC 1010 ist eine Balken-Spiralgalaxie mit aktivem Galaxienkern vom Hubble-Typ SBb im Sternbild Jungfrau auf der Ekliptik. Sie ist schätzungsweise 343 Millionen Lichtjahre von der Milchstraße entfernt und hat einen Durchmesser von etwa 195.000 Lj. 

Im selben Himmelsareal befindet sich u. a. die Galaxie IC 1011.
Das Objekt wurde am 8. Juni 1893 vom französischen Astronomen Stéphane Javelle entdeckt.